# Jaunā konservatīvā partija
Jaunā konservatīvā partija (dansk: Nyt konservativt parti eller Det nye konservative parti, forkortet JKP) er et liberalkonservativt politisk parti i Letland.
Det blev grundlagt den 17. maj 2014 af 223 letter. Ved valget til Saeima i 2014 fik partiet 0,7% af stemmerne og fik ingen mandater. Ved valget i 2018 fik de 13,6% af stemmerne og 16 ud af 100 mandater og gik med i koalitionsregeringen ledet af Arturs Krišjānis Kariņš. Ved Europa-Parlamentsvalget i 2019 fik partiet 4,35% af stemmerne og vandt ingen af Letlands 8 pladser i parlamentet.